# Peter Wylde
Pour les articles homonymes, voir Wylde.
Peter Wylde (né le 30 juillet 1965 à Boston) est un cavalier de saut d'obstacles américain. 

## Biographie
Peter Wylde a percé au plus haut niveau mondial avec la jument Fein Cara.

Après les Jeux olympiques de Athènes, il a choisi de s'installer en Europe à Maastricht aux Pays-Bas pour parfaire son équitation. 
Du fait de son éloignement par rapport à son pays, il n'a pas pu participer aux qualificatives pour les jeux équestres mondiaux 2006 à Aix-la-Chapelle en Allemagne et n'a donc pas été sélectionné. Il continue cependant de se classer dans les meilleurs concours européens avec Fein Cara.

## Palmarès mondial
- 2002 : médaille de bronze en individuel aux Jeux équestres mondiaux de Jerez de la Frontera en Espagne avec Fein Cara.

- 2004 : médaille d'or par équipe aux Jeux olympiques de Athènes en Grèce avec Fein Cara.